# (3595) Gallagher
(3595) Gallagher (1985 TF1) – planetoida z pasa głównego asteroid okrążająca Słońce w ciągu 4,35 lat w średniej odległości 2,66 j.a. Odkrył ją Edward Bowell 15 października 1985 roku.